# Les Creus
Les Creus – miejscowość w Hiszpanii, w Katalonii, w prowincji Girona, w comarce Alt Empordà, w gminie Maçanet de Cabrenys.
Według danych INE w 2020 roku liczyła 4 mieszkańców – 2 mężczyzn i 2 kobiety.